# 춘천시 (2000년 선거구)
춘천시는 대한민국의 옛 국회의원 선거구이다. 당시 강원도 춘천시 일대를 관할하였다.

## 역사
대한민국 제16대 국회의원 선거를 앞두고 춘천시 지역이 인구 하한선에 미치지 못하게 되면서 춘천시 갑과 춘천시 을 선거구가 통합되면서 신설되었다.
대한민국 제21대 국회의원 선거를 앞두고 춘천시의 인구 증가로 인해 분구가 확정되었다. 이때 강원도 의석을 늘리지 않고 춘천시만 분구할 경우 농어촌 의석이 쪼그라드는 문제로, 춘천시를 분할하여 분구하게 되었다. 따라서 춘천시의 북부, 춘천시 인구 1/5 남짓을 차지하는 지역이 철원군·화천군·양구군과 합쳐져서
춘천시·철원군·화천군·양구군 을 선거구를 이루고 나머지 춘천시 지역이 춘천시·철원군·화천군·양구군 갑 선거구를 이루게 됨에 따라 폐지되었다.

## 역대 국회의원
| 선거   | 정당 | 정당       | 의원   |
| ------ | ---- | ---------- | ------ |
| 2000년 |      | 민주국민당 | 한승수 |
| 2004년 |      | 한나라당   | 허천   |
| 2008년 |      | 한나라당   | 허천   |
| 2012년 |      | 새누리당   | 김진태 |
| 2016년 |      | 새누리당   | 김진태 |

## 역대 선거 결과

### 대한민국 제16대 국회의원 선거
|  | 28.70% |

|  | 28.12% |

|  | 25.39% |

|  | 9.12% |

|  | 8.64% |

### 대한민국 제17대 국회의원 선거
|  | 42.86% |

|  | 41.63% |

|  | 7.78% |

|  | 7.71% |

### 대한민국 제18대 국회의원 선거
|  | 40.83% |

|  | 38.17% |

|  | 14.31% |

|  | 3.43% |

|  | 2.12% |

|  | 1.12% |

### 대한민국 제19대 국회의원 선거
|  | 49.30% |

|  | 44.84% |

|  | 5.85% |

### 대한민국 제20대 국회의원 선거
|  | 50.54% |

|  | 45.94% |

|  | 3.50% |

## 같이 보기
- 춘천시의 국회의원